# Манолис Хадзидакис
Манолис Хадзидакис (на гръцки: Μανόλης Χατζηδάκης) е гръцки историк на изкуството.
Роден е през 1909 година в Ираклио. През 1933 година завършва Философския факултет на Атинския университет, където през 1942 година защитава и докторат. От 1933 година работи в Музея „Бенаки“, а от 1941 до 1973 година е негов директор. През 1960 – 1967 и 1974 – 1975 година е директор и на Византийския и християнски музей. Придобива международна известност с работата си в областта на византийската и поствизантийската живопис, най-вече на Критската школа.
Манолис Хадизадакис умира на 1 март 1998 година в Атина.